# Аддингтон, Генри
Генри Аддингтон, 1-й виконт Сидмут (англ. Henry Addington, 1st Viscount Sidmouth, 30 мая 1757[…], Камден, Большой Лондон — 15 февраля 1844[…], Уайт-Лодж, Большой Лондон) — британский государственный деятель. Депутат с 1784 года; спикер Палаты общин с 1789 года; премьер-министр Соединенного Королевства и одновременно канцлер казначейства с 1801 по 1804 год.
Отец Генри Аддингтона, Энтони Аддингтон, был личным врачом Уильяма Питта-старшего. Особенность положения отца послужила тесной дружбе в детстве Генри и Уильяма Питта-младшего.
Аддингтон наиболее известен тем, что заключил Амьенский договор в 1802 году, неблагоприятный мир с наполеоновской Францией, который ознаменовал конец Второй коалиции во время Французских революционных войн. Когда этот договор был нарушен, он возобновил войну, но у него не было союзников, и он вел относительно слабые оборонительные боевые действия, опередив то, что впоследствии стало войной Третьей коалиции. Он был вынужден покинуть свой пост в пользу Уильяма Питта Младшего, который предшествовал Аддингтону на посту премьер-министра. Аддингтон также известен своими реакционными репрессиями против сторонников демократических реформ во время десятилетнего пребывания на посту министра внутренних дел с 1812 по 1822 год. Он дольше всех непрерывно занимал эту должность с момента ее создания в 1782 году.

## Политическая карьера
Он был избран в палату общин в 1784 году как один из членов парламента от Девизеса и стал спикером палаты общин в 1789 году. В марте 1801 года Уильям Питт Младший ушел в отставку, якобы из-за отказа короля Георга III снять некоторые из существующих политических ограничений в отношении католиков в Ирландии (Католическая эмансипация), но плохое здоровье, неудачи в войне, экономический коллапс, тревожный уровень социальных волнений из-за голода и непримиримые разногласия внутри кабинета также сыграли свою роль. И Питт, и король настаивали на том, чтобы Аддингтон занял пост премьер-министра, несмотря на его собственные возражения и его неудачные попытки примирить короля и Питта.

### Премьер-министр
Внешняя политика была центральным элементом его срока полномочий. Некоторые историки были весьма критичны и заявили, что это было невежественно и безразлично к самым большим потребностям Великобритании. Однако Томас Голдсмит утверждает, что Аддингтон и Хоксбери проводили логичную, последовательную и евроцентричную политику баланса сил, основанную на правилах и предположениях, регулирующих их поведение, а не на хаотичном универсальном подходе. 
Внутренние реформы Аддингтона удвоили эффективность подоходного налога. Что касается иностранных дел, он обеспечил подписание Амьенского договора в 1802 году. Хотя условия договора были абсолютным минимумом, который могло принять британское правительство, Наполеон Бонапарт не согласился бы на какие-либо условия, более выгодные для британцев. Британское правительство достигло состояния финансового краха из-за военных расходов, потери континентальных рынков для британских товаров и двух неудачных урожаев подряд, которые привели к повсеместному голоду и социальным волнениям, делая мир необходимостью. К началу 1803 года финансовое и дипломатическое положение Великобритании восстановилось в достаточной степени, чтобы позволить Аддингтону объявить войну Франции, когда стало ясно, что французы не допустят урегулирования для обороны Мальты, которое было бы достаточно безопасным, чтобы отразить французское вторжение, что казалось неизбежным.
В то время и с тех пор Аддингтона критиковали за его тусклое ведение войны и оборонительную позицию. Однако без союзников возможности Великобритании ограничивались обороной. Он увеличил силы, обеспечил налоговую базу, которая могла финансировать расширенную войну, и захватил несколько французских владений. Чтобы получить союзников, Аддингтон культивировал лучшие отношения с Россией, Австрией и Пруссией, что позже привело к Третьей коалиции вскоре после того, как он покинул свой пост. Аддингтон также укрепил британскую оборону от французского вторжения, построив башни Мартелло на южном побережье и подняв более 600 000 латников. 

#### Больница для подкидышей
В 1802 году Аддингтон принял почетную должность пожизненного вице-президента Суда управляющих лондонской больницы для подкидышей для брошенных младенцев.

#### Потеря должности
Хотя король поддерживал его, этого было недостаточно, потому что Аддингтон не имел достаточно сильного влияния на обе палаты парламента. К маю 1804 года партизанская критика военной политики Аддингтона послужила предлогом для парламентского путча тремя основными фракциями (гренвиллиты, фокситы, и Питтиты), которые решили, что они должны заменить министерство Аддингтона. Самым большим провалом Аддингтона была его неспособность управлять парламентским большинством, заручившись лояльной поддержкой депутатов за пределами его собственного круга и друзей короля. Это, в сочетании с его посредственными ораторскими способностями, сделало его уязвимым для мастерства Питта в парламентском управлении и его беспрецедентных ораторских способностей. Парламентское нападение Питта на Аддингтона в марте 1804 года привело к сокращению его парламентского большинства до такой степени, что поражение в Палате общин стало неизбежным. 

### Лорд-президент и лорд-хранитель печати
Аддингтон оставался важной политической фигурой, потому что он приобрел большое количество сторонников среди депутатов, которые лояльно поддерживали его в палате общин. Он примирился с Питтом в декабре 1804 года с помощью лорда Хоксбери в качестве посредника. В результате Питт организовал его вступление в кабинет в качестве лорда-президента Совета в январе 1805 года, но настоял на том, чтобы Аддингтон принял звание пэра, чтобы избежать неудобств, связанных с их совместным сидением в палате общин, и Аддингтон был назначен виконтом Сидмутом из Сидмута в графство Девон 12 января 1805 г. В обмен на поддержку правительства со стороны верных сторонников Аддингтона Питт согласился включить коллегу Аддингтона графа Бакингемшира в качестве канцлера герцогства Ланкастер с обещанием поднять его на первую вакансию более высокой должности в кабинете министров. Однако, когда Мелвилл подал в отставку с поста первого лорда адмиралтейства в июле 1805 года, Питт нарушил свое обещание, назначив сэра Чарльза Миддлтона вместо Бакингемшира. В результате предательства Аддингтон и Бакингемшир подали в отставку и взяли в оппозицию всех своих сторонников. Аддингтон был назначен лордом-хранителем печати в 1806 году в Министерстве всех талантов, который сменил Питта. Позже в том же году он вернулся на должность лорда-президента в 1807 году. Его отставка в противовес ограниченной мере католической эмансипации, которую кабинет рассматривал, несмотря на противодействие короля Георга III, ускорила падение Министерства талантов.

### Министр внутренних дел
Он снова вернулся в правительство в качестве лорда-президента в марте 1812 года, а в июне того же года стал министром внутренних дел. В качестве министра внутренних дел Аддингтон противостоял революционной оппозиции, неся ответственность за временную приостановку действия habeas corpus в 1817 году и принятие Шести законов в 1819 году. Во время его пребывания в должности также произошла резня в Петерлоо в 1819 году. Он покинул свой пост в 1822 году, его сменил на посту министра внутренних дел сэр Роберт Пил, но Аддингтон оставался в кабинете в качестве министра без портфеля в течение следующих двух лет, выступая против, наряду с герцогом Веллингтоном, другими членами кабинета и королем Георгом IV, Британское признание южноамериканских республик. Он оставался активным в Палате лордов в течение следующих нескольких лет, произнеся свою последнюю речь против католической эмансипации в 1829 году и отдав свой последний голос против Закона о реформе 1832 года.

## Резиденции и земли
Аддингтон содержал дома в Апоттери, Девоне и Балмерше-Корт, в том, что сейчас является пригородом Рединг Вудли, но переехал в Уайт Лодж в Ричмонд-парке, когда стал премьер-министром. Тем не менее он поддерживал связи с Вудли и районом Рединга в качестве командира йоменской кавалерии Вудли и верховного стюарда Рединга. Он также пожертвовал городу Рединг четыре акра земли, на которой сегодня находится Королевская больница Беркшира, и его имя увековечено на Сидмут-стрит и Аддингтон-роуд в городе, а также на Сидмут-стрит в Девайзесе. 
Как спикер палаты общин, с 1795 года он имел резиденцию в Вестминстерском дворце  к северо-востоку от палаты общин. 

## Смерть
Аддингтон умер в Лондоне 15 февраля 1844 года в возрасте 86 лет и был похоронен на кладбище Святой Марии Богородицы, Мортлейк, ныне в Большом Лондоне. 